# Eragrostis tef
Eragrostis tef, llamado comúnmente teff o tef, es una especie de planta herbácea anual de la familia de las poáceas, de semilla comestible que se asemeja a los cereales y que se cultiva principalmente en Etiopía y Eritrea y también en la India y Australia.
El tef es el principal ingrediente de la ínyera, el pan tradicional de Etiopía. 

## Nutrición
Desde un punto de vista nutritivo tiene características interesantes ya que contiene mucha fibra alimentaria y hierro, además de proteínas y calcio. Como inconveniente presenta una semilla de tamaño minúsculo, de aproximadamente un milímetro de diámetro. 